# Magnum, P.I.
Magnum, P.I. (P.I. significa Investigador Particular ou Detetive Particular, do inglês Private Investigator) é uma série de televisão norte-americana que fez muito sucesso nos anos 80. Surgiu quando a CBS decidiu que deveria desenvolver um projeto que aproveitasse os equipamentos da série Havaí 5-0, que foi um seriado de muito sucesso nos anos 60 e anos 70. O primeiro nome lembrado para ser o protagonista foi Robert Conrad, que havia estrelado James West. Com a recusa, Tom Selleck, na época mais conhecido por fazer comerciais de televisão, foi convidado e aceitou o papel.